# 加里·霍尼
加里·霍尼（英語：Gary Honey，1959年7月26日—），澳大利亚男子田径运动员。他曾代表澳大利亚参加1980年、1984年和1988年夏季奥林匹克运动会田径比赛，其中1984年奥运会获得一枚银牌。